# Pasul Tulgheș
Pasul Tulgheș, numit și Pasul Prisăcani, (în maghiară Tölgyesi szoros) este o trecătoare situată în Carpații Orientali pe valea Bistricioarei, fiind străbătută de DN15 Bacău–Târgu Mureș. Pasul face legătura între Depresiunea Borsec și valea Bistriței moldovene, precum și cu Depresiunea Bilbor, de-a lungul Bistricioarei.
Denumirea de „Pasul Tulgheș” se întâlnește uneori atribuită trecătorii situate, la obârșia Putnei în Munții Giurgeului, spre sud-est. (Pasul Țengheler).

## Date geografice
Este situat pe valea Bistricioarei la altitudinea de 618 m (619 m după o altă sursă), între Munții Bistriței (aflați la nord) și Munții Hășmaș (aflați la sud). Spațial este localizat în culoarul depresionar Tulgheș-Pintic între confluențele Bistricioarei cu Putna (localizată la vest) și Pinticul (localizat la est), precum și între vârfurile Comarnic (aflat la nord, 1519 m) și Poiana Mare (aflat la sud, 1502 m).

## Date istorice
Deoarece până în secolul al XVII-lea, ca urmare a faptului că munții flișului, acoperiți de păduri nu erau traversați de drumuri cu rol comercial semnificativ, cu puncte vamale, izvoarele istorice privitoare la drumurile care porneau din Depresiunea Giurgeu sunt rare și târzii. Cu toate că pasurile din grupa centrală a Carpaților Orientali aveau un rol comercial redus, trecătorile din munții Giurgeului și Ciucului aveau totuși un rol militar. Este o posibilitate ca în 1529 intrarea în scaunul secuiesc Giurgeu a lui Petru Rareș, să se fi făcut prin pasul Tulgheș.
La începutul secolului al XVIII-lea, după ce în Gheorgheni s-au stabilit câteva familii de comercianți armeni venite din Moldova, pe Muntele Prișca a fost deschisă o vamă, pe aici prin Pasul Prișca (în maghiară Pricske) trecând un drum medieval care, în 1813 era accesibil doar pedestrașilor și călăreților. Acesta urca din Gheorgheni pe valea Belcinei, apoi pe Muntele Prișca unde se aflau oficiul vamal și postul de carantină, mergea mai departe pe Muntele Tătaru și cobora apoi pe valea Putnei, spre Tulgheș, de aici mergând spre Moldova. Drumul avea legătură în partea vestică și cu târgul transilvănean Bistrița. În 1806, vama de la Prișca s-a mutat la confluența Putnei cu Bistricioara. De partea moldoveană, punctul vamal se găsea la Prisăcani, unde a fost mutat în 1792.
După ce în 1850 denumirea trecătorii a revenit satului din zona respectivă (Tulgheș fiind numit până la acel moment Putna Loka), în perioada 1851-1852 s-a construit un drum care pornind de la Gheorgheni, trecea prin Ditrău și ajungea la Tulgheș prin Borsec și Corbu, pe valea Bistricioarei Acesta a fost pietruit de la Toplița spre Borsec, în 1882-1887.
Trecătoarea a reprezentat de asemenea, unul din punctele de numărare a oilor, existând un „drum al oilor” care trecea prin Târgu Mureș, Reghin, Deda, Toplița, Borsec și Tulgheș și de aici, spre iarmaroacele din Moldova.
Datorită atât proximității legăturii feroviare prin Suceava, precum și a lipsei de interes într-un viitor previzibil pentru dezvoltarea unei rețele feroviare în zonă, opțiunea legăturii pe calea ferată dintre Regatul României și Austro-Ungaria prin Pasul Tulgheș, deși o opțiune teoretică, nu a fost vreodată luată în serios.